# مارينا فالنر
مارينا فالنر (بالألمانية: Marina Wallner)‏ هي متزحلقة ألمانية، ولدت في 7 نوفمبر 1994 في Inzell ‏ في ألمانيا.

## وصلات خارجية
- مارينا فالنر على موقع الاتحاد الدولي للتزلج (التزلج على المنحدرات الثلجية) (الإنجليزية)
- مارينا فالنر على موقع اللجنة الأولمبية الدولية (الإنجليزية)
- مارينا فالنر على موقع أوليمبيديا (الإنجليزية)
- مارينا فالنر على موقع اللجنة الأولمبية الألمانية (الألمانية)